# Улица Пятницкого (Воронеж)
Улица Пятницкого — улица в городе Воронеж, которая берёт своё начало от транспортной развязки перед Чернавским мостом и заканчивается у Проспекта Революции. Появилась согласно регулярному плану Воронежа конца XVIII века как один из спусков к Чернавскому мосту. Улица названа в честь Митрофана Ефимовича Пятницкого, создателя русского народного хора (1862—1927).

## История
В XVIII веке, после своего появления, улица стала спуском к Чернавскому мосту и называлась 2-й Мясницкой. 1-й Мясницкой в то время называлась современная улица Театральная. Во второй половине XIX века на 1-й Мясницкой одним из её богатых жителей был Неелов, по которому она стала называть Нееловской. С 1918 года по 1962 год улицу переименовали в честь Февральской революции в улицу 27 февраля. Существующее название получила в память Митрофана Ефимовича Пятницкого — создателя народного хора, уроженца села Александровки Бобровского уезда Воронежской губернии, который в 1870—1880-е гг. учился и служил в Воронеже.
В конце XVIII — первой половине XIX в. верхнюю часть улицы заселяли дворяне и крупные чиновники. Среди них был губернский архитектор Н. Н. Иевский (1740—1797), много сделавший для застройки города по регулярному плану. Его владение занимало территорию современного дома № 54. К востоку от него находилось несохранившееся ныне владение полковника К. С. Олифера (1826—1882) — члена статистического комитета, автора краеведческих статей в периодических изданиях 1850—1870-х гг. На улицу выходил деревянный дом с мезонином в стиле ампир. В одном из его дворовых флигелей в 1930-е гг. снимал комнату у театральной портнихи высланный в Воронеж поэт О. Э. Мандельштам. К западу от современного дома № 54 до Великой Отечественной войны стоял деревянный резной дом врача Никитина, выполненный в неорусском стиле начала XX в. На противоположной стороне улицы угловой участок до середины 1980-х гг. занимало большое каменное здание (не сохранилось), где в 1910-е гг. помещалась частная гимназия Е. Л. Нечаевой, а в 1930-е гг. — телеграф.
Прямая улица почти на всём протяжении имеет крутой уклон и лестницы вместо тротуаров. На верхнем плоском участке стоит несколько крупных зданий послевоенного периода. Остальная одно-двухэтажная застройка улицы относится к дореволюционному периоду. Самый старый дом выстроен в середине XIX в.

## Архитектура

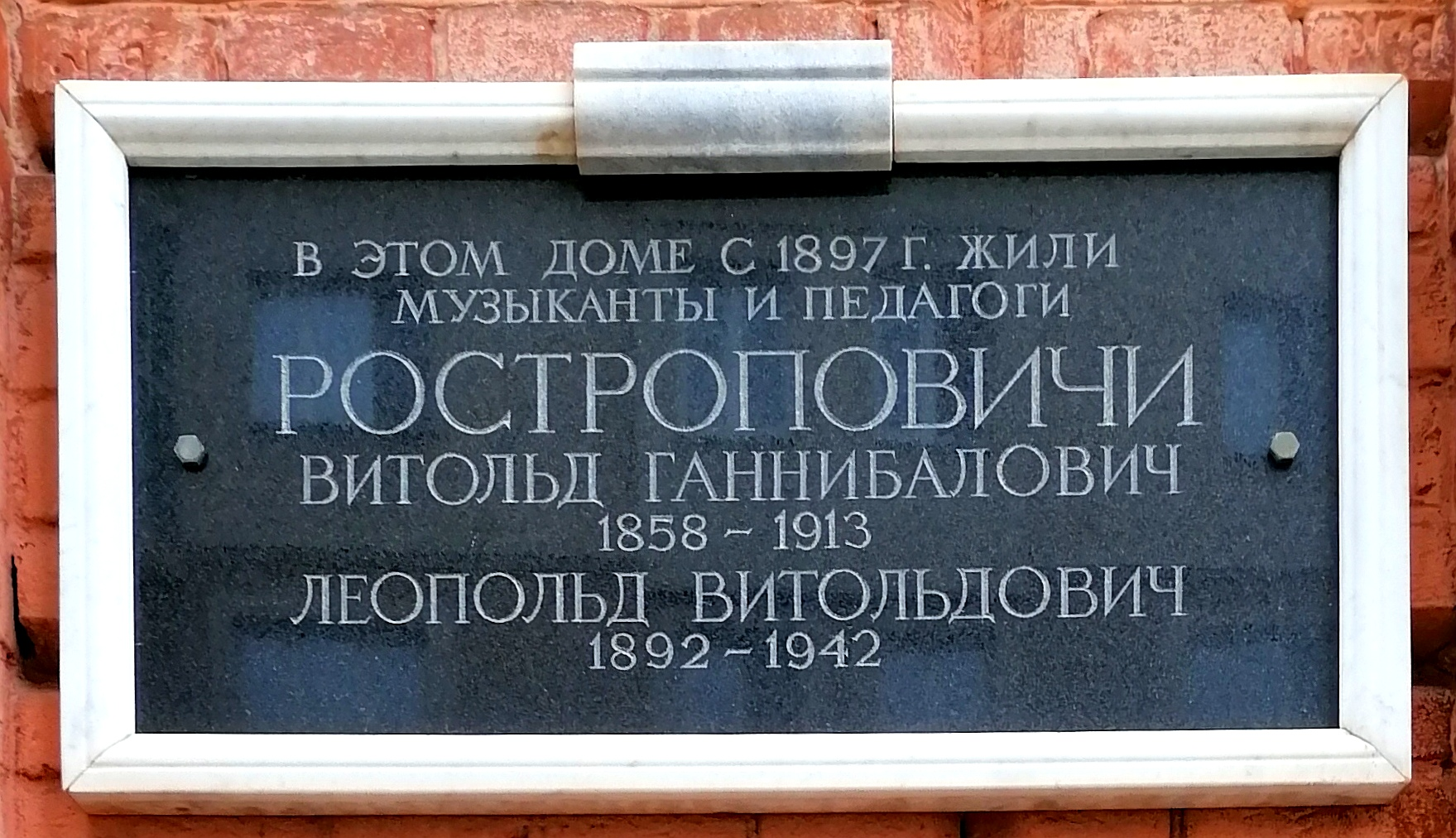
д. 54

д. 69

- № 24 — построен летом 1913 года для судебного пристава Воронежского окружного суда, коллежского регистратора Василия Николаевича Березникова. Стиль — модерн. Одноэтажный кирпичный прямоугольный в плане объём с поздними пристройками обращен к улице торцом. В композиции главного фасада выделяются крайняя левая часть с парадным входом и трехосная симметричная правая. Между этими частями стена прорезана большим окном с пологой лучковой перемычкой. Композиционным центром фасада является середина правой части. Она завершена высоким аттиком и обрамлена лопатками с фигурными ленточными накладками. К ней сдвинуты окна (заложены) боковых прясел. Прежде над аттиком возвышался фигурный купол. Дополнительный визуальный эффект создают выделяющиеся на фоне красного лицевого кирпича оштукатуренные детали фасада: полуналичники окон, подоконный и венчающий карнизы, цоколь, лопатки, а также имитирующая керамическую плитку расшивка штукатурки над входом и в аттике.
- № 30 — построен в начале 1900-х годов мещанином Василием Яковлевичем Казарековым, который сдавал здание под аптеку.
- № 42 и № 42а — жилой дом и флигель усадьбы купца Василия Ивановича Халтурина. Здание № 42а построено в 1833 году, № 42 — в 1890 году взамен прежнего дома.
- № 49 — построен в середине XIX века в стиле классицизма
- № 54 — построен в 1892-1893 годы. Возможным автором проекта называют Д. В. Знобишина[1]. Мемориальная доска Ростроповичам.
- № 55 — построен в конце XIX века
- № 69 — построен в 1903 году, мемориальная доска Н. Н. Бурденко